# 古尔朗乘降所
古尔朗乘降所，一般也可称为古尔朗站（法語：Gare de Gourland），是法国的一个铁路乘降所，位于法国城市甘冈境内，因靠近古尔朗路（rue Gourland）而得名。

## 简介
古尔朗乘降所位于甘冈－潘波勒铁路线上，是一个小型的铁路乘降所，由法国国家铁路和汽车铁路综合集团共同运营。
古尔朗乘降所是一个非必停靠车站。在该站上车的乘客需在站台明显位置等候，待列车靠近时向司机挥手示意；在该站下车的乘客需要在提前向司乘人员说明。

## 位置
古尔朗乘降所位于甘冈市区的西部，甘冈－潘波勒铁路507,194公里处。车站大致呈南北走向，开口朝西。

## 站台设置
| 东↑ |      |                       |
|     |      | ←潘波勒方向/甘冈方向→ |
|     | 侧式 |                       |
| 西↓ |      |                       |

## 停靠线路
以下列车线路在古尔朗乘降所停靠：
| 古尔朗乘降所列车线路表 |      |        |                     |              |
| 线路                   | 车种 | 上一站 | 下一站              | 大致运行频率 |
| 甘冈—潘波勒            | TER  | 甘冈   | 特雷贡诺-斯基菲耶克 | 每天6趟左右  |
| 1.                     |      |        |                     |              |

## 配套交通
古尔朗乘降所暂无固定的大巴车及城市公共交通线路。附近街道可能可以沿街停靠社会车辆。

## 临近车站
| 古尔朗乘降所（Halte de Gourland） |                  |                                   |
| 上行车站                          | 线路             | 下行车站                          |
| 甘冈站 2.2km ←                    | 甘冈－潘波勒铁路 | 特雷贡诺-斯基菲耶克乘降所 → 7.5km |
| - 本表仅显示运营中的线路及车站    |                  |                                   |